# 晋城北站
晋城北站位于中华人民共和国山西省晋城市泽州县金村镇孟匠村，车站距太原站369公里，新乡站128公里，隶属郑州局集团管辖，现为二等站。车站办理货运业务及职工通勤业务。

## 历史
- 1958年，晋城北站建成投入使用。

## 途经列车
晋城北站现有始发通勤列车57035/8、57037/6次一对。

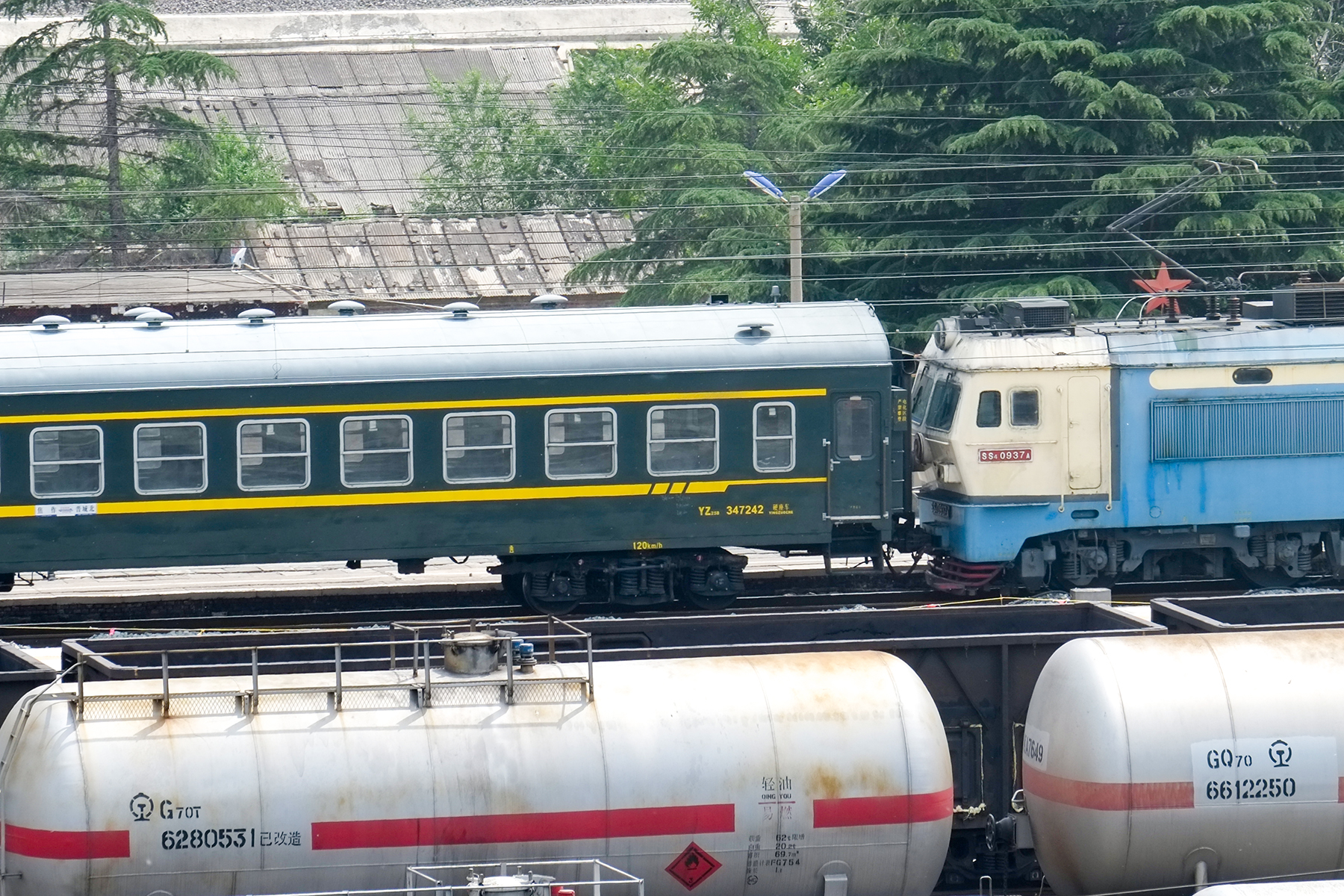
57035次列车在月山站

## 临近车站
- 晋城站